# Сантуш Фортеш, Эрнани Жорже
Эрнани Жорже Сантуш Фортеш (порт. Hernâni Jorge Santos Fortes, более известный, как Эрнани порт. Hernâni; родился 20 августа 1991 года в Лиссабоне, Португалия) — португальский футболист, нападающий.

## Клубная карьера
Эрнани — воспитанник клубов «Кова-да-Пиедади» и «Атлетико Лиссабон». В 2010 году он дебютировал за основной состав последней. В 2012 году Эрнани на правах аренды выступал за команду «Мирандела». В 2012 году футболист подписал контракт с «Виторией Гимарайнш». Для получения игровой практики Эрнани начал выступать за дублирующий состав в Сегунда лиге. 28 апреля 2013 года в матче против «Пасуш де Феррейра» он дебютировал в Сангриш Лиге. 16 августа 2014 года в поединке против «Жил Висенте» Эрнани забил свой первый гол за «Виторию Гимарайнш».
В начале 2015 года Эрнани перешёл в «Порту». 13 февраля в матче против своего бывшего клуба «Витория Гимарайнш» он дебютировал за новую команду. 11 апреля в поединке против «Риу Аве» Эрнани забил свой первый гол за «Порту».
Летом 2015 года Эрнани на правах аренды перешёл в греческий «Олимпиакос». 28 октября в матче против «Платаньяса» он дебютировал в греческой Суперлиге. 20 марта 2016 года в поединке против «Астераса» Эрнани сделал «дубль», забив свои первые голы за «Олимпиакос». По итогам сезона он помог клубу выиграть чемпионат. Летом 2016 года Эрнани на правах аренды вернулся в «Виторию Гимарайнш». По окончании аренды он присоединился к «Порту». В 2018 году он помог команде выиграть чемпионат.

## Достижения
Командные
 «Олимпиакос»
- Чемпионат Греции по футболу — 2015/16

 «Порту»
- Чемпионат Португалии по футболу — 2017/18